# Tokpa-Avagoudo
Tokpa-Avagoudo è un arrondissement del Benin situato nella città di Allada (dipartimento dell'Atlantico) con 4.327 abitanti (dato 2006).